# Queimadela (Armamar)
Queimadela es una freguesia portuguesa del concelho de Armamar, con 2,27 km² de superficie y 331 habitantes (2001). Su densidad de población es de 145,8 hab/km².